# Vodafone Ukraine
PJSC VF Ukraine (anciennement CJSC Ukrainian Mobile Communications, puis PJSC MTS Ukraine) est une entreprise et le deuxième opérateur mobile en Ukraine avec plus de 20 millions d'utilisateurs et une part de marché de 38 % (septembre 2014). La société est entièrement détenue par Mobile TeleSystems (MTS).
Les principaux concurrents de Vodafone Ukraine sont les entreprises Kyivstar et Lifecell.

## Histoire
La société UMC Ukraine est l'entreprise qui a introduit les services cellulaires en Ukraine, en utilisant initialement la norme NMT analogique, puis en utilisant les GSM 900 et 1800.
En 1993, UMC Ukraine était le principal opérateur mobile ukrainien.
En 2003, Mobile TeleSystems (MTS) a racheté l'entreprise.
En octobre 2006, MTS Ukraine a mis fin à son service NMT avec l'intention d'utiliser le spectre pour le déploiement CDMA-450. Depuis fin 2006, MTS-Ukraine développe son réseau mobile 3G avec la norme CDMA-450 1xEV-DO. Le réseau ukrainien MTS prend en charge divers services à valeur ajoutée basés sur GPRS / EGPRS / EDGE et SMS / WAP / MMS / USSD.
En 2007, MTS Ukraine a adhéré au Pacte mondial des Nations Unies pour reconnaître les obligations du secteur des entreprises en ce qui concerne les droits de l'homme, les droits du travail, de l'environnement et de la lutte contre la corruption.
L'entreprise s'intéresse aux progrès des principes de responsabilité sociale et aux 10 principes du Pacte mondial des Nations Unies[réf. nécessaire]. La responsabilité sociale des entreprises est l'une des principales priorités stratégiques de MTS Ukraine.
En 2008, MTS et Vodafone ont signé un partenariat stratégique.
En 2011, MTS Ukraine exprime son souhait d'acquérir Utel, une filiale d'Ukrtelecom[réf. nécessaire] compagnie de télécommunications, après qu'Ukrtelecom a annoncé son intention de céder son activité mobile. Vasyl Latsanych a été nommé directeur général de la société cette année.
En 2015, MTS et Vodafone ont élargi leur partenariat stratégique aboutissant au rebranding de MTS Ukraine en Vodafone Ukraine.

## Guerre en Ukraine
Depuis le début de l'invasion russe en Ukraine le 24 février 2022, Vodafone Ukraine s'est engagé à aider les civils touchés par le contexte sécuritaire. L'entreprise a assuré une couverture mobile gratuite afin de permettre aux soldats ainsi qu'aux civils de rester connectés, même dans les zones les plus endommagées par la guerre.